# رادوان کاراجیچ
رادوان کاراجیچ (به صربی: Радован Караџић) (متولد ۱۹ ژوئن ۱۹۴۵) سیاست‌مدار، شاعر، روان‌پزشک صرب است که در زمان جنگ بوسنی رهبری صربهای این کشور را بر عهده داشت. او توسط دادگاه بین‌المللی کیفری یوگسلاوی سابق به عنوان جنایت‌کار جنگی شناخته شد. از او به عنوان متهم اول جنایت جنگی در بوسنی یاد می‌شود. او از سال ۱۹۹۵ تا ۲۱ ژوئیه ۲۰۰۸ فراری بود.
کاراجیچ را طراح قتل‌های دهه ۱۹۹۰ در بوسنی و هرزگووین می‌دانند. او مدت ۱۳ سال فراری بود و این سال‌ها را در مناطق صرب‌نشین بوسنی و صربستان زندگی کرد. کاراجیچ با هویت جعلی به عنوان یک طبیب سنتی و پس از ۱۳ سال زندگی مخفیانه در بلگراد، در ۲۰۰۸ بازداشت شد و در دادگاه به اتهام عملیات نسل‌کشی مسلمانان بوسنی مورد محاکمه قرار گرفت.
دادگاه بین‌المللی رسیدگی به جنایات جنگی در لاهه در مارس ۲۰۱۶ وی را به ارتکاب نسل‌کشی و جنایات علیه بشریت به ۴۰ سال حبس در زندان محکوم کرد. این محاکمه که ۸ سال به طول انجامید، به عنوان مهم‌ترین محاکمه جنایات جنگی از زمان جنگ جهانی دوم یاد می‌شود. حکم ۴۰ سال حبس او در سال ۲۰۱۹ به حبس ابد تغییر یافت.

## زندگی‌نامه
کاراجیچ ۱۹ ژوئن سال ۱۹۴۵ میلادی در دهکده «پتنیتسا» در نزدیکی شهر «شاونیک» در جمهوری مونته‌نگرو به دنیا آمد. پدرش یکی از اعضای گروه ملی‌گرای «چتنیک» بود. چتنیک‌ها در جنگ جهانی دوم همزمان با نیروهای اشغالگر آلمان نازی و طرفداران «تیتو» در گیر بودند. کاراجیچ در سال ۱۹۶۰ میلادی به سارایوو مهاجرت کرد و پس از اتمام تحصیلات به عنوان روانشناس موفق به اخذ درجه دکترا از دانشگاه سارایوو شد. وی در دهه ۱۹۷۰ و ۱۹۸۰ میلادی در مراکز درمانی متعددی از جمله در بیمارستان سارایوو، بیمارستان روانی زاگرب و مرکز پزشکی «وژدوواتس» در بلگراد به عنوان پزشک مشغول کار بود. او همچنین در دانشگاه کلمبیا در نیویورک به مدت یک سال دوره تکمیلی روانشناسی را گذراند. کاراجیچ در سال ۱۹۹۰ میلادی در واکنش به تشدید احساسات ملی گرایانه کرواتها، حزب دمکراتیک صرب را در بوسنی تشکیل داد و با دیدگاه ایجاد «صربستان بزرگ» به گسترش آن پرداخت. دو سال بعد بوسنی و هرزگوین اعلام استقلال کرد و متعاقب آن کاراجیچ نیز جمهوری صرب‌های بوسنی را تشکیل داد که پس از قرارداد صلح دیتون در سال ۱۹۹۵میلادی این نهاد سیاسی به جمهوری صربسکا تغییر نام داد.

## محاکمه
دادگاه بین‌المللی رسیدگی به جنایات جنگی در لاهه در مارس ۲۰۱۶، رادوان کاراجیچ را به ارتکاب نسل‌کشی و جنایات علیه بشریت به ۴۰ سال حبس در زندان محکوم کرد. قضات دادگاه او را برای اقدامات «وحشت‌آفرین» در سارایوو در طی جنگ بوسنی بین سال‌های ۱۹۹۲ تا ۱۹۹۵ مسئول دانستند. این دادگاه همچنین آقای کاراجیچ را برای کشتار سربرنیتسا که در جریان آن حدود ۸ هزار مرد و پسر نوجوان را قتل‌عام کردند، مجرم شناخت. قضات دادگاه لاهه گفتند که آقای کارادیچ در طرح و برنامه‌ریزی برای محاصره، گلوله‌باران، بمباران روزانه و هدف قرار دادن غیرنظامیان در این شهر بین سال‌های ۱۹۹۲ تا ۱۹۹۶ میلادی، که طی آن ۱۲۰۰۰ نفر کشته شدند، نقش بزرگی داشته‌است.
کاراجیچ این اتهام‌ها را همواره رد کرده‌است و مدعی است که نیروهای تحت رهبری او این جنایات را مرتکب نشده‌اند، بلکه این جنایات به دست نیروهای خودسر انجام شده‌است. یازده مورد اتهام از جمله ارتکاب جنایت‌های جنگی، جنایت علیه بشریت و نسل‌کشی علیه رادوان کاراجیچ مطرح بوده‌است.
این محاکمه که ۸ سال به طول انجامید، به عنوان مهم‌ترین محاکمه جنایات جنگی از زمان جنگ جهانی دوم یاد می‌شود.
طبق آخرین خبر، طی دادگاه ملل متحد که در تاریخ بیستم مارس ۲۰۱۹ انجام گرفت، حکم حبس ۴۰ سالهٔ رادوان کاراجیچ تغییر کرد و به حبس ابد افزایش یافت. گفته می‌شود که این تغییر در پی تأثیر قتل‌عام تروریستی مسلمانان در نیوزلند انجام شده‌است.